# Anse aux Pins
Anse aux Pins ist einer der 25 Verwaltungsbezirke der Seychellen. Mit lediglich 2 Quadratkilometern und 3590 Einwohnern gehört er zu den kleinen, dicht besiedelten Bezirken auf der Ostseite der Insel Mahé. Anse aux Pins liegt südlich des Internationalen Flughafens und ist Standort zahlreicher Unternehmen.

## Benennung und Geschichte
1972 entstand in Anse aux Pins mit dem Reef Hotel das erste moderne Hotel sowie der erste, und lange Zeit einzige, (9-Loch-)Golfplatz des Landes. Der Bezirk ist nach einer mit pinienähnlichen Kasuarinen bewachsenen Bucht (frz. Anse) benannt. 

## Sonstiges
Ein größerer Teil von Anse aux Pins, nördlich der Straße Chemin Montagne Posée, wo sich das Freilichtmuseum Vilaz Artizanal befindet, wurde dem neuen Bezirk Au Cap zugeordnet. Anse aux Pins verfügt über zwei im ganzen Land bekannte Fußballvereine. Sehenswert ist der Fischmarkt. Besonders beliebt bei Einheimischen ist das Katiolo, eine der ältesten Diskotheken des Landes.